# Donkey Kong Country
Donkey Kong Country (wydany w Japonii jako Super Donkey Kong) – gra na konsolę Super Nintendo z 1994 roku, stworzona przez Rare i wydana przez Nintendo.
Dzięki technologii Silicon Graphics zdołano skonwertować obrazy 3D na konsolę zaprojektowaną do odtwarzania sprite’ów 2D.

## Rozgrywka
W grze sterujemy Donkey Kongiem i Diddy Kongiem, którzy chcą odzyskać swoje banany, skradzione przez krokodyla K.Roola. Gracz musi przejść 6 światów, aż w końcu dotrze do ostatniego (Gang-Plank Galleon) gdzie zmierzy się z ostatnim bossem:
- Kongo Jungle,
- Monkey Mines,
- Vine Valley,
- Gorilla Glacier,
- Kremkroc Industries Inc.,
- Chimp Caverns,